# Enschede
Enschede (IPA: /ˈɛnsχəˌdeˑ/, nederländsk lågsaxiska: Eanske) är en stad och kommun i Nederländerna och är med cirka 160 000 invånare provinsen Overijssels största stad. 
Enschede är hemort för Nederlandse Reisopera, däcktillverkaren Vredestein och fotbollsklubben FC Twente. Historiskt så har staden haft en betydande textilindustri.
I Enschede tillverkas film för Polaroidkameror av Impossible Project sedan 2008.  Stadens universitet heter "Universiteit Twente" och ”Saxion”. Stadens flygplats, som stängdes 2008, heter "Enschede Airport Twente".
Det nederländska bryggeri Grolsch är baserat i denna stad. Det grundades ursprungligen i Groenlo (Grol) år 1615.De har också en fotbollsstadion som heter Grolsch Veste, hemmaplan för FC Twente.
Staden arrangerar även löpartävlingen Enschede Marathon som går av stapeln i mitten av april månad varje år.
Den 13 maj 2000 dog 23 människor efter en explosion i ett fyrverkerilager i Enschede.

## Kända personer från Enschede
- Jan Cremer, författare och konstnär
- Rianne Guichelaar, vattenpolospelare
- Jorien ter Mors, skridskoåkare
- Sander Westerveld, fotbollsmålvakt